# 安堀町
安堀町（あんぼりまち）は、群馬県伊勢崎市の地名。郵便番号は372-0007。面積は2.03km2

## 地理
伊勢崎市内、三郷地区内にあたる。東で太田町、南で連取（つなとり）町、西で宮子町・前橋市下増田町、北で波志江町と隣接する。地区東部は区画整理事業の進展により宅地化が進行しているが、西部は田畑の広がる田園地帯となっている。隣接する太田町に当地区の飛び地が2箇所存在する。

### 河川
- 広瀬川
- 平釜川
- 赤坂川

## 歴史
- 1899年（明治22年）4月1日まで存在した安堀村の区域に相当する。
- 1889年（明治22年）4月1日 - 町村制施行により波志江村、太田村と合併、佐位郡三郷村安堀となる。
- 1896年（明治29年）4月1日 - 佐位郡と那波郡が合併、佐波郡三郷村安堀となる。
- 1955年（昭和30年）1月10日 - 佐波郡三郷村が伊勢崎市に編入合併、伊勢崎市安堀町となる。

## 世帯数と人口
2017年（平成29年）9月1日現在の世帯数と人口は以下の通りである。
| 町丁   | 世帯数    | 人口    |
| ------ | --------- | ------- |
| 安堀町 | 1,219世帯 | 2,898人 |

## 小・中学校の学区
市立小・中学校に通う場合、学区は以下の通りとなる。
| 番地 | 小学校               | 中学校               |
| ---- | -------------------- | -------------------- |
| 全域 | 伊勢崎市立三郷小学校 | 伊勢崎市立第三中学校 |

## 交通

### 鉄道
- JR東日本両毛線が地区内を通過しているが駅は設置されていない。最寄駅は伊勢崎駅及び駒形駅になる。

### バス
- 伊勢崎市コミュニティバス「あおぞら」
  - 波志江・赤堀連絡バス　安堀町バス停
  - 伊勢崎駅南巡回バス　西太田公民館バス停

### 道路
- 群馬県道74号伊勢崎大胡線
- 伊勢崎市道北部環状線

## 施設

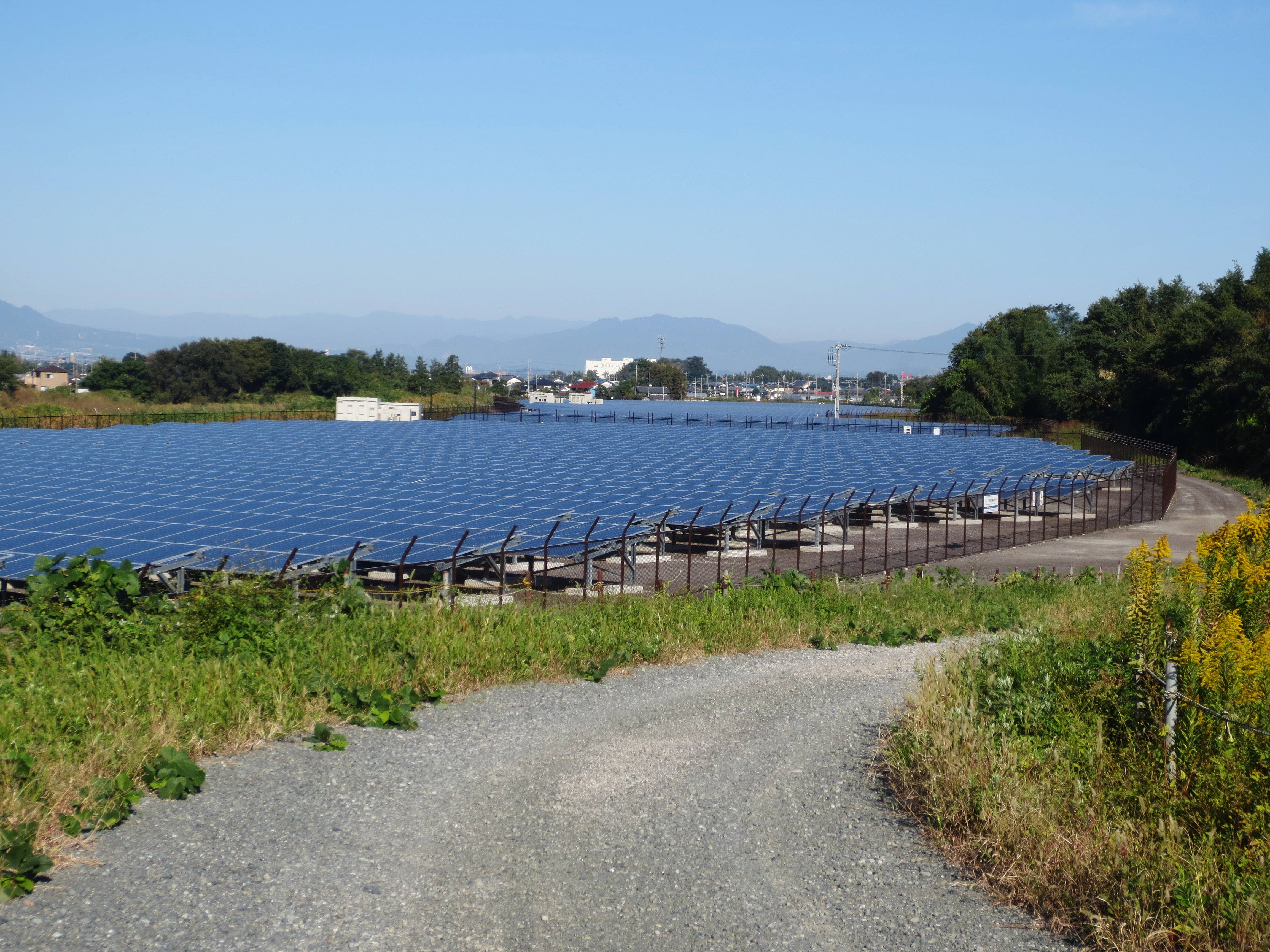
シャープ伊勢崎太陽光発電所

- フォリオ安堀（フレッセイを核テナントとしたショッピングモール）
- 伊勢崎土木事務所
- 第二学校給食センター
- シャープ伊勢崎太陽光発電所

## 名所・旧跡
- お富士山古墳
- ラブリバー親水公園うぬき